# Lintelo
Lintelo (Nedersaksisch: Lintel) is een buurtschap in de Nederlandse gemeente Aalten (provincie Gelderland) met 153 inwoners in de woonkern (per 1 januari 2019).

## Herkomst naam

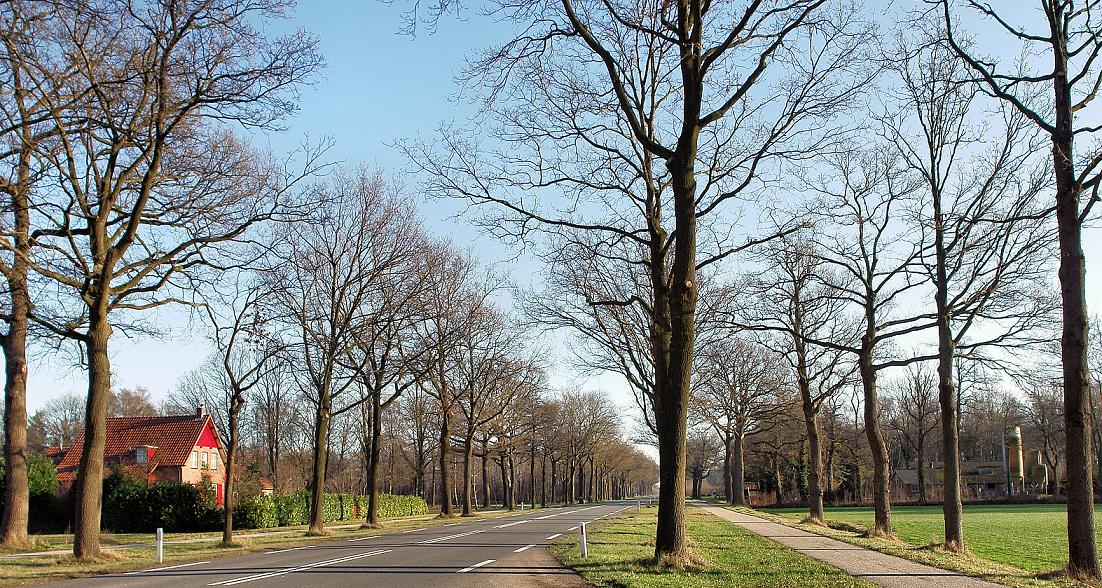
Varsseveldsestraatweg met 4 rijen zomereiken

Het geslacht Van Lintelo is volgens Harenberg mogelijk naamgever voor de buurtschap, hoewel dat volgens de Geer van Oudegein ook andersom geweest kan zijn.

## Ligging
De woonkern van Lintelo bevindt zich in een driehoek omsloten door de Gendringseweg, de Schooldijk en de Halteweg. Lintelo ligt ongeveer vier kilometer ten oostzuidoosten van Varsseveld en drie kilometer ten westen van de gemeentelijke hoofdplaats Aalten. Buiten de woonkern heeft Lintelo een groot buitengebied met agrarische bedrijven. Lintelo ligt op ongeveer twintig meter boven NAP. Circa 500 meter ten noorden van Lintelo loopt de spoorlijn Arnhem-Winterswijk. Oorspronkelijk had Lintelo een halteplaats, deze is echter in 1938 gesloten. Parallel aan de spoorlijn, nog 200 meter noordelijker, loopt de Varsseveldsestraatweg, de N318. Deze weg is ter hoogte van Lintelo gedeeltelijk omzoomd door een 4-rijige laanbeplanting van monumentale oude zomereiken.

## Voorzieningen
In Lintelo staat de basisschool De Klimop en een peuterspeelzaal 't Treintje. Lintelo heeft een bloeiend verenigingsleven. Op 5 juni 2008 werd door prinses Máxima het Kulturhus Lintelo geopend, waarin het verenigingsleven zich concentreert en waarin ook de basisschool en de peuterzaal zijn ondergebracht. In Lintelo staat verder een korenmolen, de Wenninkmolen, een ronde stenen bergmolen, buitenkruier, gebouwd in 1860 en sinds 2007 in eigendom van de Stichting tot Behoud van de Wenninkmolen te Lintelo.
Hoofdplaats: Aalten      Stad: Bredevoort      Dorpen: Dinxperlo · De Heurne

Buurtschappen: Barlo · Het Beggelder · Dale · Groot Deunk · Haart · Heurne · Hollenberg · 't Klooster · Lintelo · 't Villeken · IJzerlo

Gelderland: Steden en dorpen in Gelderland      Nederland: Provincies · Gemeenten